# 256547 Davidesmith
256547 Davidesmith è un asteroide della fascia principale. Scoperto nel 2007, presenta un'orbita caratterizzata da un semiasse maggiore pari a 3,0263369 UA e da un'eccentricità di 0,0874164, inclinata di 11,22324° rispetto all'eclittica.
L'asteroide è dedicato al planetologo statunitense David E. Smith.